# Jagiellonia (korporacja)
Jagiellonia – korporacja akademicka powstała w Wiedniu 28 maja 1910. Po I wojnie światowej przeniosła się do Warszawy.

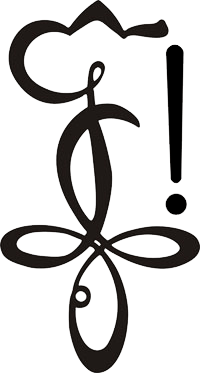
Cyrkiel Jagiellonii

## Symbolika
- Barwy: amarantowa, srebrna, błękitna; ich symbolika nie jest jednoznacza; wśród wyjaśnień pojawia się symbolika ziem trzech zaborów Rzeczypospolitej zjednoczonych na powrót według idei jagiellońskiej.
- Dewiza: „Jeden za wszystkich, wszyscy za jednego”
- Herb: Tarcza trójdzielna w skos. W polu pierwszym, amarantowym: dwa skrzyżowana rapiery, gardami w dół; w polu drugim, srebrnym: cyrkiel korporacji; w polu trzecim, błękitnym: złota korona. Nad hełmem w koronie, klejnot: trzy pióra strusie srebrno-błękitne. Labry srebrne z podbiciem amarantowym.

Jedną z cech charakterystycznych K!Jagiellonia jest odmienna terminologia. Poszczególne stopnie noszą nazwy:
- renons (= fuks)
- brander (= barwiarz)
- semestrant (= komiliton)
- stary strzecha (= filister).

Olderman w K!Jagiellonia nosi nazwę wojewoda.

## Historia
Jagiellonia została założona w Wiedniu z inicjatywy polskich studentów k.k.
Hochschule für Bodencultur (m.in.: Albina Grabowskiego i Raula Puszet de Pugeta). Celem działalności było wychowanie w duchu patriotyzmu, koleżeńskości, karności i zasad rycerskich. Korporacja miała obszerną kwaterę przy Dittesgasse 12. Do istotnych elementów wychowania korporacyjnego należała znajomość kultury i historii Polski, znajomość szermierki, śpiew. W 1914 r. odbył się uroczysty komersz z okazji 4 rocznicy założenia. W 1918 zapadła decyzja o przenosinach do Warszawy, zawieszona do czasu zakończenia wojny. Korporacja nakazała swoim członkom wstąpienie do tworzących się polskich formacji wojskowych. W 1920 Jagiellonia przeniosła się do Warszawy. Afiliowana początkowo przy Politechnice Warszawskiej, zrzeszała również studentów z innych wyższych uczelni stolicy, głównie młodzież z rodzin ziemiańskich. Członek współzałożyciel Związku Polskich Korporacji Akademickich (1921). Od 1934 afiliowana przy Szkołą Główną Gospodarstwa Wiejskiego. Jagiellonia zawarła kartele z Arkonią (1922), Konwentem Polonia (1928) i Welecją (1983). W 1935 r., została opublikowana starannie wydana i bogato ilustrowana Księga XXV-lecia Jagiellonii. Wśród stałych inicjatyw Jagiellonii w okresie międzywojennym, oprócz wewnętrznej pracy wychowawczej, wyliczyć warto: udział wraz z pocztem sztandarowym w akademickich obchodach Święta 3 Maja, coroczne bale karnawałowe Jagiellonii organizowane w gmachu warszawskiej Resursy Obywatelskiej, wiosenne wycieczki statkiem do Młocin. Kwatera korporacji mieściła się w Warszawie przy ul. Wilanowskiej.
W czasie II wojny światowej 37 członków Jagiellonii (20% składu osobowego) oddało życie za Ojczyznę – poległo, zostało zamordowanych w więzieniach, łagrach i obozach wroga. W okresie PRL korporacja nie mogła prowadzić normalnej działalności na uczelniach w Polsce. Działalność kontynuowano na emigracji w Londynie, w gronie seniorów (Starych Strzech). Organizowano spotkania oraz wydawano biuletyn informacyjny „Jagiellonia. Periodyk Koła Starych Strzech Polskiej Korporacji Akademickiej Jagiellonia” (55 numerów w latach 1967-1994). Od 1995 biuletyn był wydawany w Polsce (ostatni, nr 85 w 2004 r.). W 1970 r. w Londynie opublikowano pamiątkową księgę LX-lecia Jagiellonii. 22 maja 2005 powstało w Olsztynie stowarzyszenie Jagiellonia Varmiensis pretendujące do miana korporacji i nawiązujące do tradycji przedwojennej korporacji Jagiellonia.
W 2010 roku obchodzono 100. rocznicę założenia korporacji. Z tej okazji ukazała się księga pamiątkowa. Trzydniowe uroczystości zgromadziły kilkadziesiąt osób.